# Spalax ehrenbergi
Spalax ehrenbergi är en däggdjursart som först beskrevs av Alfred Nehring 1898.  Spalax ehrenbergi ingår i släktet Spalax och familjen mullvadsråttor. Inga underarter finns listade i Catalogue of Life. Denna mullvadsråtta lever i norra Afrika och västra Asien. Djurets taxonomiska status är inte helt utredd. Möjligen ska hela beståndet delas i flera arter eller vissa populationer flyttas till andra arter av släktet Spalax.

## Utseende
Arten når en kroppslängd av 15 till 27 cm och saknar svans. Den väger 130 till 220 g. Pälsens färg varierar mellan brun-, grå- och svartaktig. Liksom hos andra arter av samma släkte är ögonen täckta av ett hudskikt och djuret är därför blind. Det avrundade huvudet övergår nästan utan synlig hals i den robusta bålen. Extremiteterna är korta och vid alla fingrar och tår finns små klor.

## Utbredning och habitat
Denna gnagare har flera från varandra skilda populationer. Utbredningsområdet sträcker sig från norra Libyen till sydöstra Turkiet och centrala Irak. Arten lever i låglandet och i bergstrakter upp till 2000 meter över havet. Habitatet utgörs av torra stäpper och halvöknar. I öknar hittas den bara i oaser. Spalax ehrenbergi besöker även jordbruksmark och den betraktas där som skadedjur.

## Ekologi
Individerna skapar komplexa underjordiska bon. Boet har mindre kamrar där djuret vilar under sommaren och större rum där ungarna föds och som vinterrastplats. Födan utgörs främst av underjordiska växtdelar som rötter, rotfrukter och jordstam samt av lite gräs och frön.
Hos arten förekommer monogama par som håller en säsong men inte hela livet. Att hitta en partner tar en längre tid under vintern för hanar och honor på grund av den höga aggressiviteten som är vanlig för arten. Parningen sker i en separat hålighet som grävs av hanen och som förstörs efter kopulationen. Sedan återvänder hanen och honan till var sitt tunnelsystem. Efter cirka 34 dagar dräktighet föder honan mellan januari och april 1 till 5 ungar, oftast 3 eller 4. Ungarna föds nakna men de blir redan efter 4 till 6 veckor självständiga. Sedan drivs de iväg av modern. Den genomsnittliga livslängden i naturen är 3 år och vissa individer lever 4,5 år. I fångenskap kan arten bli 15 år gammal.

## Status
Spalax ehrenbergi har ett stabilt bestånd och den förekommer i olika skyddsområden som Kouf nationalpark i Libyen. IUCN listar arten på grund av den oklara taxonomin med kunskapsbrist (Data Deficient).